# Papirus Bodmer VII-IX
Papirus Bodmer VII-IX, nazywany też Papirusem 72 (według numeracji Gregory-Aland), oznaczany symbolem {\displaystyle {\mathfrak {P}}^{72}} – grecki rękopis Nowego Testamentu pisany na papirusie, w formie kodeksu. Paleograficznie datowany jest na koniec III lub początek IV wieku. Jeden z rękopisów nabytych przez Bodmera. Należy do kolekcji Bodmeriańskiej.

## Opis
Kodeks stanowiony jest przez 72 kart o rozmiarach 14,5 cm na 16 cm. Pisany jest jedną kolumną na stronę, w 16-20 liniach na stronę. Rękopis sporządzony został przez mało doświadczonego skrybę. Oryginalny rękopis miał co najmniej 90 kart.
Rękopis zawiera dziewięć dzieł literackich, wśród nich trzy listy powszechne: 1. List Piotra, 2. List Piotra i List Judy, co jest rzadkością wśród rękopisów papirusowych. Jest też najstarszym rękopisem zawierającym te trzy listy. Rękopis jest dziełem czterech (Michel Testuz) lub pięciu skrybów (Kurt Aland).
Rękopis zawiera ponadto Pochodzenie Marii, apokryficzną korespondencję Pawła z Koryntianami, 11-ą Odę Salomona, Melitona Homilię Paschalną, fragment hymnu, Apologię Fileasa, Psalm 33 oraz Psalm 34. Nomina sacra pisane są skrótami.
Przekazuje tekst aleksandryjski, zaliczony został do I kategorii Alanda. Tekst obu Listów Piotra Aland określił jako „normalny tekst”, natomiast tekst Listu Judy jako „wolny tekst” (tj. z tendencją do parafraz). Tekst jest bliski dla Kodeksu Watykańskiego i Aleksandryjskiego.
Według Beare'go rękopis powstał w III wieku, w okolicach Teb, ojczystym językiem skryby był język koptyjski. Skryba nie należał do uważnych i w efekcie jego kopiowania utworzył szereg wariantów tekstowych.
Pierwotnie, po jego odkryciu w 1959, przechowywany był w Cologny w Szwajcarii. Obecnie Listy Piotra przechowywane są w Bibliotece Watykańskiej (P. Bodmer VIII).